# Heidi Linde
Heidi Linde (ur. 1973 w Kongsvinger) – norweska pisarka. Większość jej utworów jest książkami dla dzieci. Jej książki dla dzieci zadebiutowały w 1998 i napisała więcej książek dla dzieci, które zostały zaakceptowane. Książki zostały przetłumaczone między innymi na francuski i duński. W roku 2002 wyszła jej pierwsza powieść pt. Under bordet (Pod stołem).
Linde posiada też wykształcenie jako ręko pisarz od Den norske filmskolen (Norweska szkoła filmowa) w Lillehammer. Napisała rękopis dla norweskich filmów krótkometrażowych.

## Publikacje
Powieści
- Under bordet, 2002.
- Juggel, 2004.

Książki dla dzieci
- Myggstikk, 1998.
- Hallomannen og den skjønne Helena, 1999.
- Jug! 2005.